# Экономика Чада
Чад — одна из беднейших стран мира. Её экономика страдает из-за политической нестабильности, засухи, географической удаленности и отсутствия инфраструктуры. Около 85 % населения зависит от сельского хозяйства, в том числе скота. Финансовая помощь от Всемирного банка развития, Африканского банка развития и других источников направлена в основном на улучшение сельского хозяйства, в особенности животноводства.

## История
Завоевание территории Чада французскими войсками началось в конце XIX века и было окончательно завершено в 1920 году, когда эта территория было включена в состав Французской Экваториальной Африки.
11 августа 1960 года стране была предоставлена независимость. В это время республика представляла собой отсталую аграрную страну со слаборазвитой транспортной сетью и низким уровнем жизни населения, основой экономики являлось сельское хозяйство (в котором было занято 80% трудоспособного населения).
Одним из дополнительных источников дохода для правительства страны в 1960е годы являлся охотничий туризм (купившим за валюту специальную лицензию типа "сафари" охотникам-иностранцам было разрешено охотиться на крупных животных, в том числе на редкие виды - слонов, гиппопотамов, жирафов, львов, леопардов и гепардов).
Из-за отсутствия финансирования, развитие нефтяных месторождений вблизи Добы первоначально должно было завершиться в 2000 году, но было отложено до 2003 года. В итоге оно было разработано компанией «Эксон Мобил».

## Современное состояние

### Сельское хозяйство

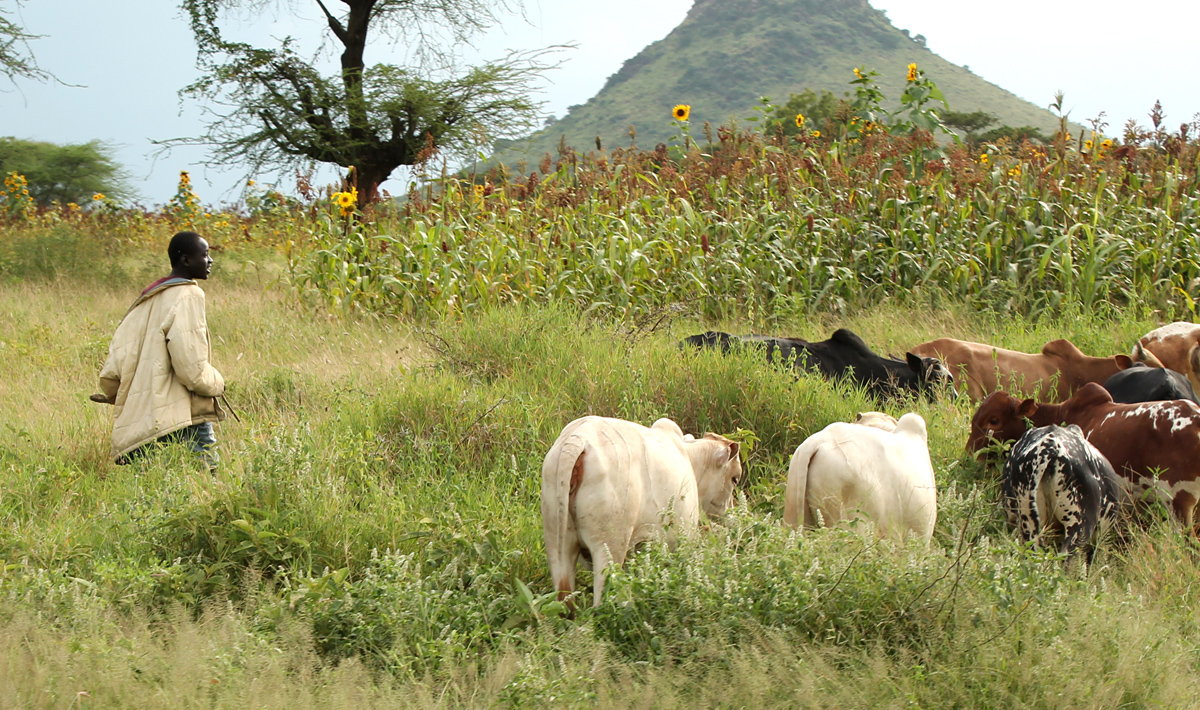
Выпас скота в Чаде

Доля аграрного сектора в ВВП составляет более половины. По площади пахотных земель на душу населения Чад занимает 28 место в мире, этот показатель (в га на человека) составил 0,38 в 2010 году, 0,41 в 2011 году и 0,39 в 2012 году; при том, что пахотные земли занимают порядка 4 % от площади страны.
Главной сельскохозяйственной культурой является хлопок, в 2014 году страна занимала 27 место по выращиванию этой культура, объём производства достиг 220 тысяч 480 фунтовых тюков (по 217,72 кг). Из потребительских культур выращивают бобовые, кунжут (сезам), кукурузу, манго, маниок, овощи, просо, пшеницу, рис, сахарный тростник, сорго, таро, финики и ямс. Производится гуммиарабик (смола акации) — сырье для пищевой, текстильной и фармацевтической промышленности. Животноводство (разведение верблюдов, коз, крупного рогатого скота, лошадей, овец, ослов и свиней) является традиционным занятием 40 % населения. Естественные пастбища занимают площадь ок. 49 млн га. По поголовью скота Чад занимает 1-е место в Центральной Африке. Ущерб сельскому хозяйству наносят частые засухи, нашествия саранчи и муха цеце. Развивается рыболовство, ежегодная добыча рыбы (карпа, окуня, сома и др.) составляет ок. 90 тыс. т.

### Промышленность
Доля в ВВП — 7 % (2012). Развивается горнодобывающая промышленность: добыча нефти, каустической соды (натрон), золота, известняка и глины. С 1993 года разрабатывается нефтяное месторождение Доба. Обрабатывающая промышленность представлена в основном предприятиями по переработке сельскохозяйственной продукции (хлопкоочистительные фабрики, сахарорафинадный завод, маслодельные, мукомольные, мясоперерабатывающие, пивоваренные заводы, табачная фабрика). Развивается текстильная, химическая промышленность (2 парфюмерные фабрики и предприятие по изготовлению пластмассовой обуви), металлообработка, производство строительных материалов, работает завод по сборке велосипедов. Развито кустарное производство, в том числе сельскохозяйственных орудий.
Энергетика — главным образом тепловая, доступ к электроэнергии имеют ок. 2 % населения, в районах без электрификации в качестве топлива, используют древесину, древесный уголь и кизяк. В Чаде одни из самых высоких тарифов в мире на электроэнергию. Электроэнергия вырабатывается на ТЭС (г. Нджамена), использующей в качестве топлива нефтепродукты. Новая ТЭС в Коме (50 км от г. Доба) обеспечивает только добычу нефти американской компанией «Экссон-Мобил».

### Добыча нефти

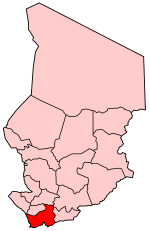
Нефтедобывающая промышленность развита только в Добе

В конце 2000 года, нефть Добы стимулировала значительные инвестиции в Чаде. За период 2000−2006 добыча нефти удвоилась. Чадская нефть по своим свойствам почти идентична арабской. Основной потребитель чадской нефти — США. Первоначально основными добывающими компаниями были «Шеврон» и «Эксон-Мобил». В августе 2006 года правительство Чада запретило компаниям «Шеврон» и «Петронас» добывать нефть на своей территории под предлогом несоблюдения налогового законодательства.
За первые 9 месяцев после завершения строительства трубопровода Чад-Камерун на расположенных в республике Чад нефтепромыслах было добыто около 5 млн т нефти. В день добывается, по данным ЦРУ, 1 492 баррелей.
Нефть переправляют через трубопровод в камерунский порт Криби. По данным организации «Международная Амнистия», соглашения, по которым был построен нефтепровод Чад — Камерун стоимостью 4,2 миллиарда долларов США, подрывают желание Чада и Камеруна защищать права своих граждан. Нефтепровод построен при поддержке Всемирного банка. 10 % от доходов нефти должны поступать в фонд развития будущих поколений Чада. Однако этого по состоянию на 2006 год не происходило, в результате чего Всемирный банк ввёл в январе 2006 года санкции против правительства этого африканского государства. В 2008 году эксперты констатировали, что проект трубопровода Чад-Камерун обернулся полным провалом в сфере выполнения миссии и политики Всемирного Банка. В том же году Всемирный банк отказался от поддержки нефтепровода.
Сейчас нефть также добывает Китайская национальная нефтедобывающая корпорация. Она планирует транспортировать нефть через Судан. 29 июня 2011 года начал работать нефтеперерабатывающий завод в столице страны Нджамене, построенный Китайской национальной нефтедобывающей корпорацией. 10 июля 2011 года завод отгрузил первую партию дизельного топлива.
В 2018 году Чад и присоединился в качестве наблюдателей к ОПЕК, при этом по запасам «чёрного золота» страна находится на 41 месте, а объём залежей оценивается в 1.500.000.000 баррелей

### Макроэкономика
Несмотря на низкий уровень жизни, инфляция не так высока и держится ниже 10 % в год.
| Год  | ВВП (млрд долларов) | Инфляция (проценты) |
| ---- | ------------------- | ------------------- |
| 1980 | 0,652               | 8.7                 |
| 1985 | 0,869               | 5.1                 |
| 1990 | 1,614               | 0.5                 |
| 1995 | 1,446               | 5.4                 |
| 2000 | 1,389               | 3.8                 |
| 2006 | 6,006               | 3.0                 |
| 2015 | 11,69               | 4.2                 |

### Связь
Связь в стране развита слабо
- Интернет: в Чаде ограниченный доступ в сеть туристы могут получить только в Нджамене. Воспользоваться Интернетом можно также в ряде отелей, если проживать в них. Но связь в стране является слишком медленной, а доступ стоит дорого. Час обходится в 5-7 долларов. Достаточно часто происходят сбои. Интернет-кафе имеются только в нескольких местах Нджамены. Час работы в них обходится в 3-7 долларов.
- Сотовая связь: диапазона GSM 900. Она доступна только в Нджамене и её окрестностях, а также в юго-западных районах страны. В других областях сотовая связь практически отсутствует. Основными местными операторами являются компании: CelTel Tchad SA, CELTEL Chad и MILLICOM TCHAD. Роумингом ограниченно могут пользоваться абоненты ведущих российских операторов. При использовании роуминга могут возникать некоторые проблемы.

### Торговля
- Экспорт: $4,139 млрд (2015)[2]
- Статьи экспорта: нефть, домашний скот, хлопок, кунжут
- Партнёры по экспорту: США 77,6 %, Япония 10,2 % (2014)
- Импорт: $3,331 млрд (2015)[2]
- Статьи импорта: машины и оборудование, продовольствие, текстиль
- Партнёры по импорту: Алжир 54,6 %, Китай 11,2 %, Италия 6,2 %, Франция 5,4 % (2014)

Чад торгует с соседними странами, экспортирует верблюдов и другой домашний скот, например в Ливию, импортирует промышленные товары. Через Чад проходит три трансафриканских автомобильных маршрута:
- Шоссе Триполи-Кейптаун
- Транссахельское шоссе
- Шоссе Нджамена-Джибути